# موتور حاج احمد علی مرادی
موتور حاج احمد علی مرادی یک منطقهٔ مسکونی در ایران است که در دهستان جلگه چاه هاشم واقع شده‌است. موتور حاج احمد علی مرادی ۱۵ نفر جمعیت دارد.